# Yordani García
Yordani García (ur. 21 listopada 1988 w Pinar del Río) – kubański lekkoatleta, wieloboista.

## Osiągnięcia
- złoty medal Mistrzostw Świata Juniorów Młodszych w Lekkoatletyce (ośmiobój, Marrakesz 2005)
- srebro Mistrzostw Świata Juniorów (dziesięciobój lekkoatletyczny, Pekin 2006)
- srebrny medal Igrzysk panamerykańskich (dziesięciobój lekkoatletyczny, Rio de Janeiro 2007)
- 8. miejsce na Mistrzostwach Świata (dziesięciobój lekkoatletyczny, Osaka 2007)
- 15. miejsce podczas Igrzysk olimpijskich (dziesięciobój lekkoatletyczny, Pekin 2008)
- 8. lokata na Mistrzostwach Świata (dziesięciobój lekkoatletyczny, Berlin 2009)
- brązowy medal igrzysk panamarerykańskich (dziesięciobój lekkoatletyczny, Guadalajara 2011)
- 14. miejsce podczas Igrzysk olimpijskich (dziesięciobój lekkoatletyczny, Londyn 2012)
- złoty medal igrzysk Ameryki Środkowej i Karaibów (dziesięciobój lekkoatletyczny, Xalapa 2014)
- 18. miejsce podczas igrzysk olimpijskich (dziesięciobój lekkoatletyczny, Rio de Janeiro 2016)

## Rekordy życiowe
- dziesięciobój lekkoatletyczny – 8496 pkt (2009)
- dziesięciobój lekkoatletyczny (juniorski) – 7850 pkt (2006)
- ośmiobój lekkoatletyczny (kadeci) – 6482 pkt (2005) były rekord świata
- siedmiobój lekkoatletyczny (hala) – 5905 (2009)